# Mokra Wieś (województwo małopolskie)

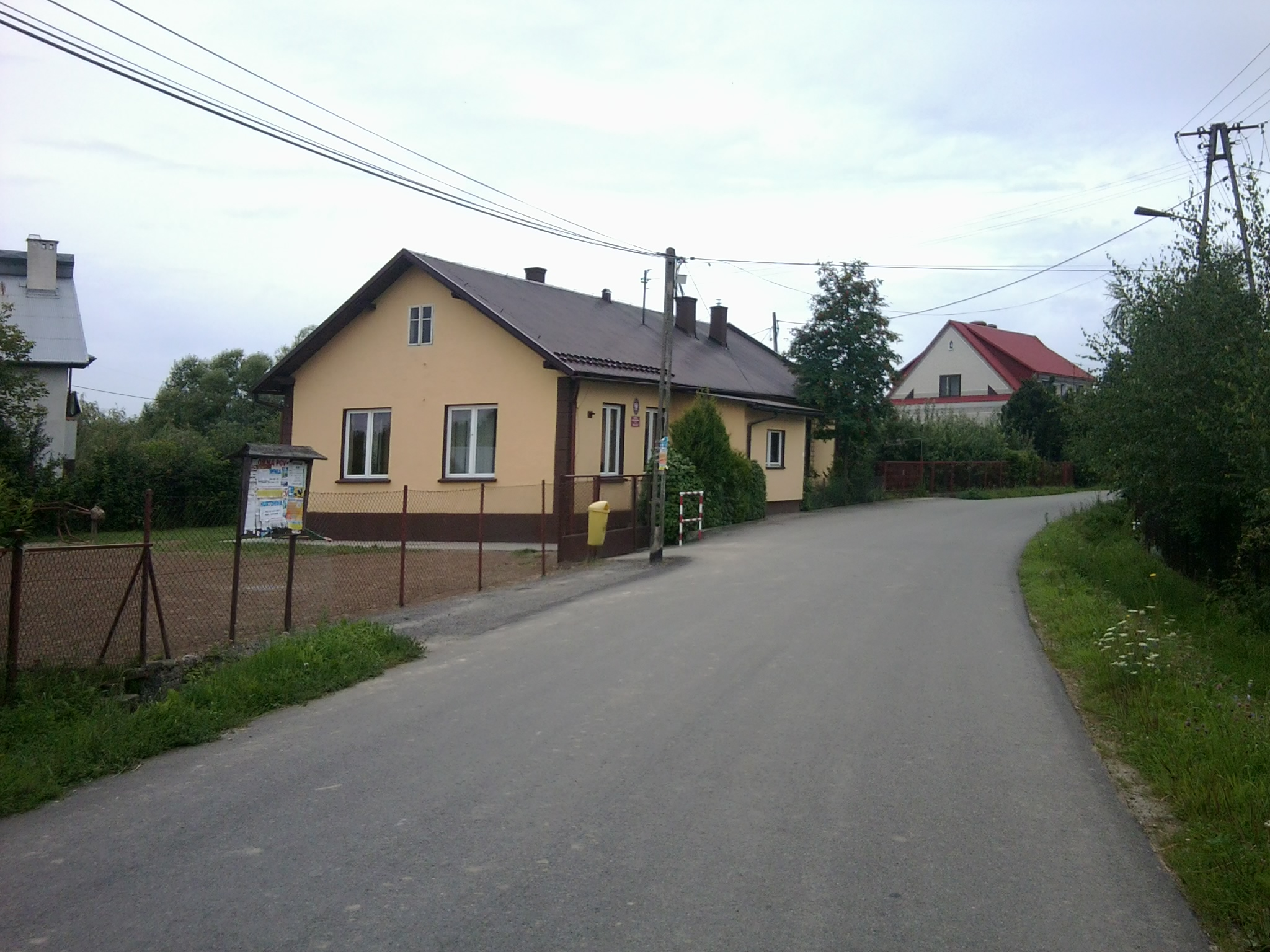
Szkoła

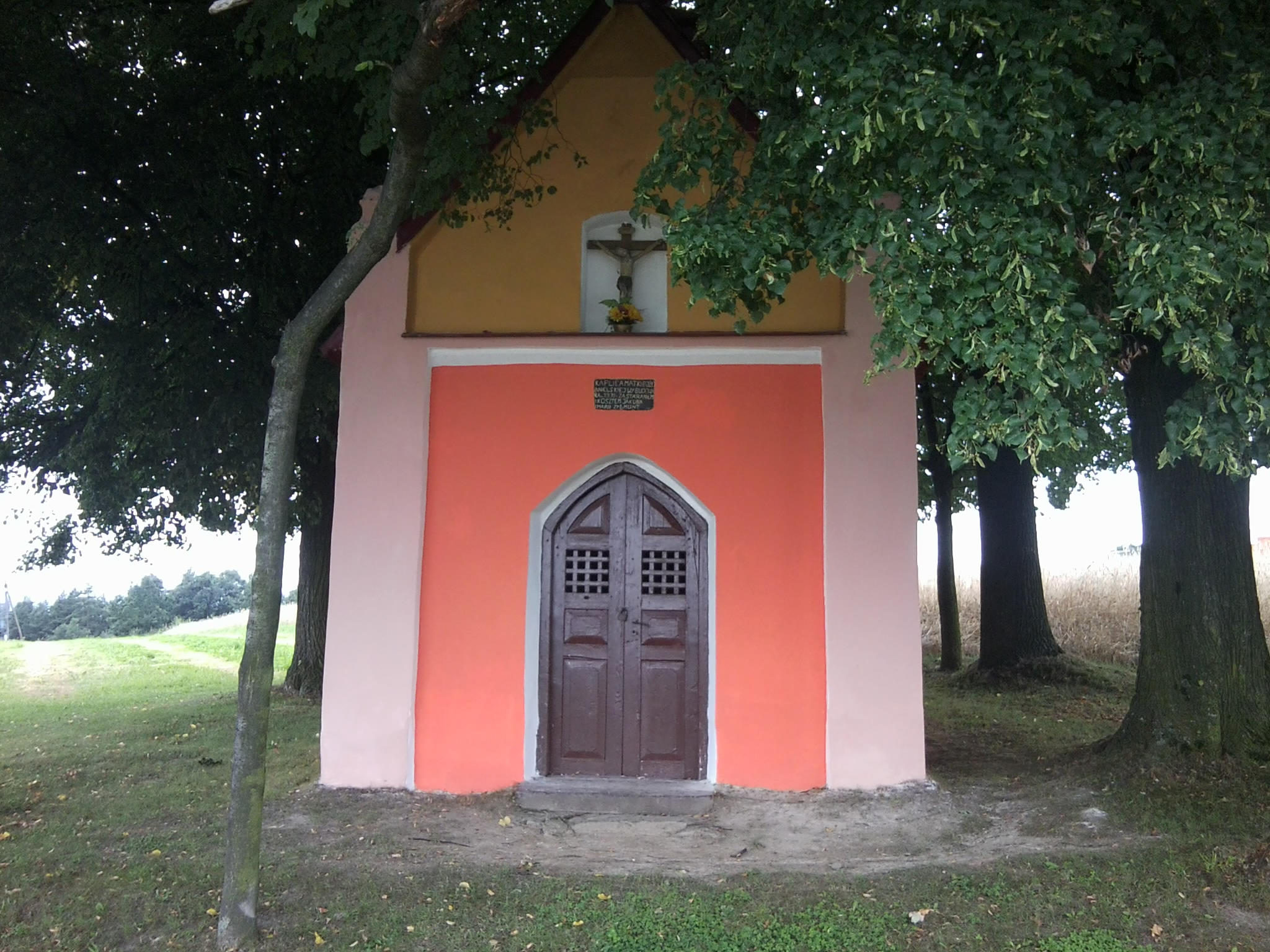
Kaplica Matki Boskiej Anielskiej

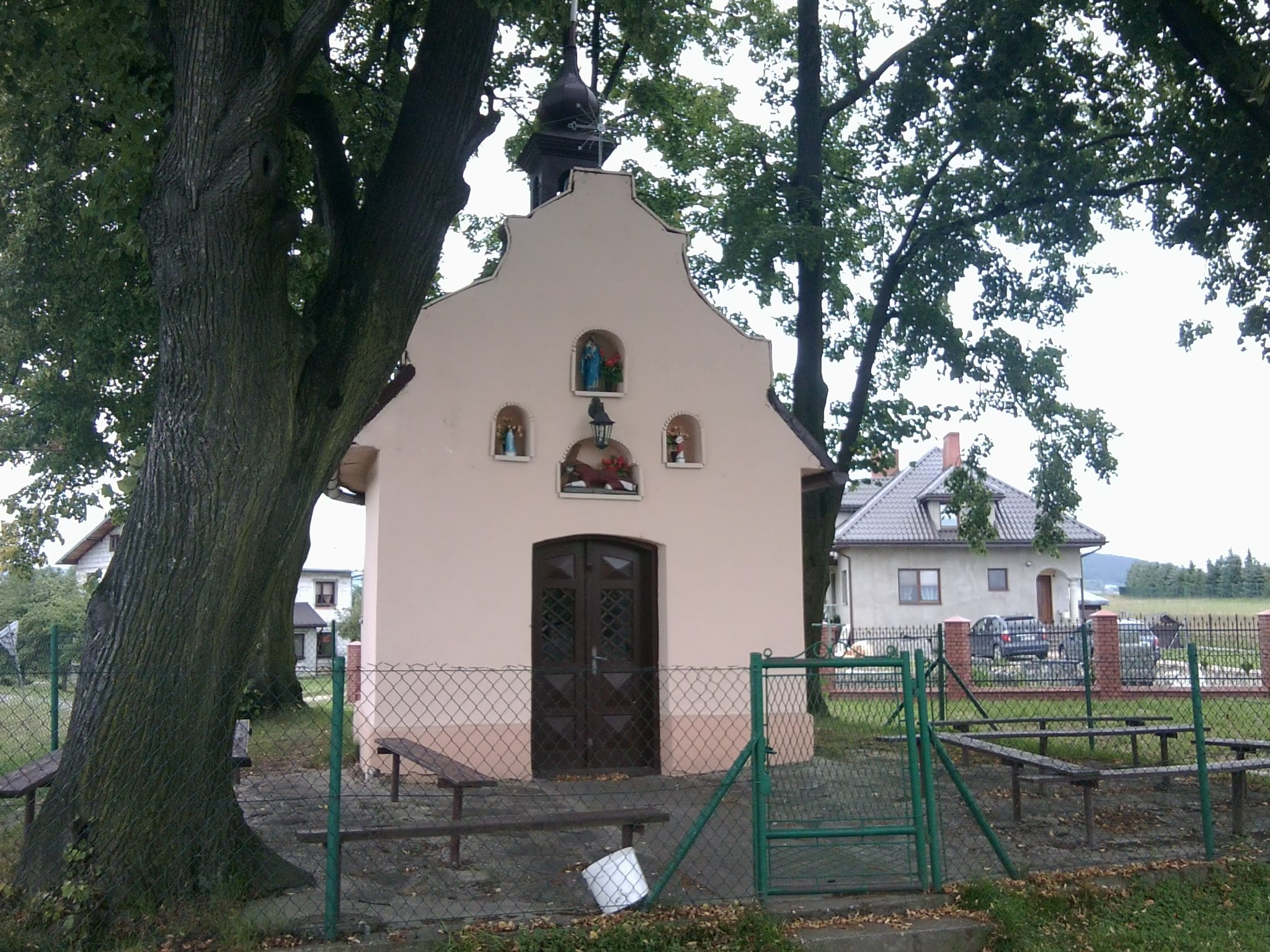
Kaplica św. Jana Nepomucena

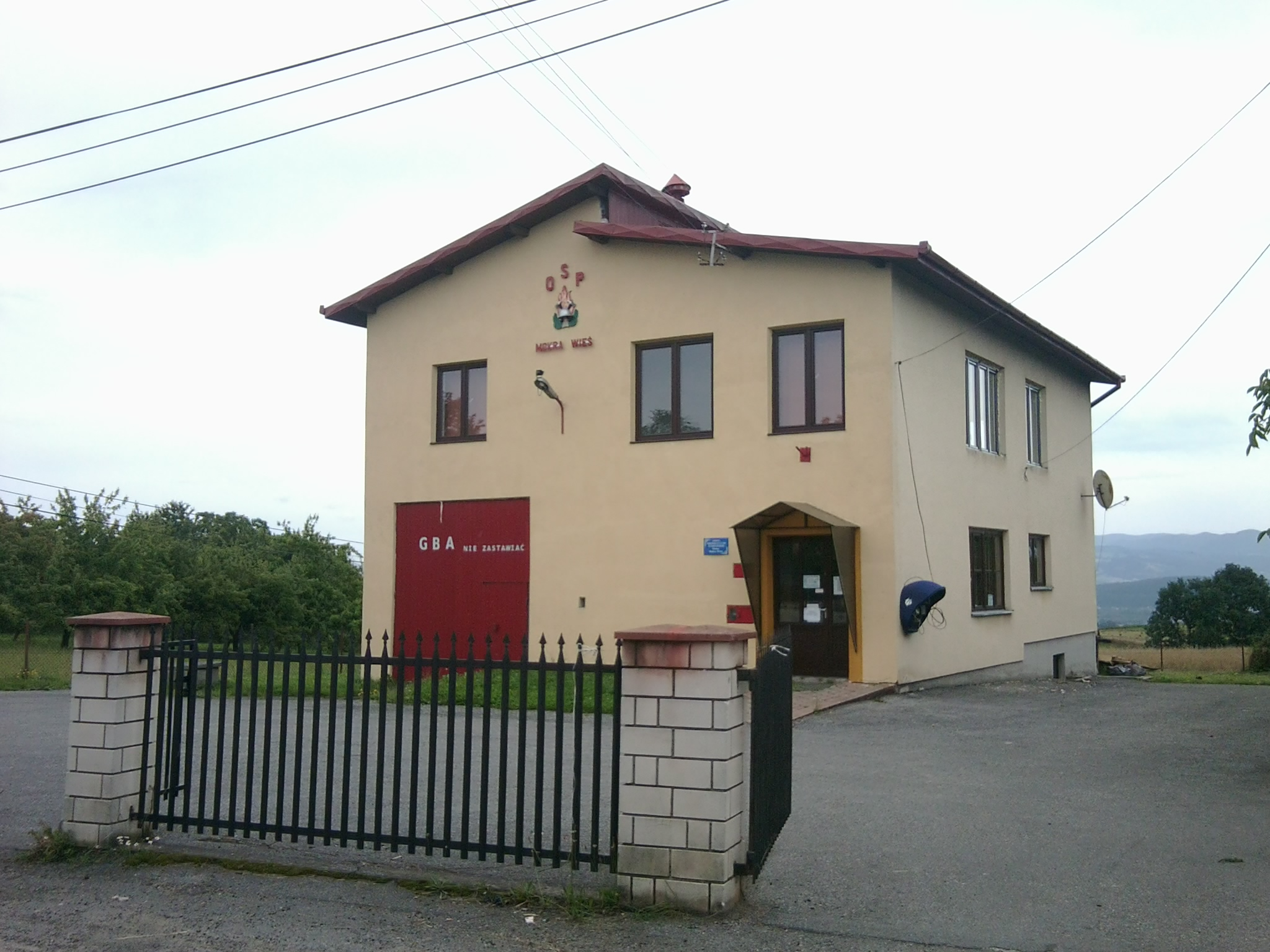
Remiza OSP Mokra Wieś

Mokra Wieś (do XVIII w. Mokra Dąbrowa) – wieś w Polsce położona w województwie małopolskim, w powiecie nowosądeckim, w gminie Podegrodzie.

## Położenie
Wieś położona w Beskidzie Wyspowym. Na wysokości od 400–450 m n.p.m. Zajmuje 4,29 km² (6.6% powierzchni gminy). Graniczy z: Rogami, Podegrodziem, Gostwicą, Długołęką-Świerklą, Owieczką oraz z Stroniem.

## Toponimika
Początkowa nazwa wsi to Mokra Dąbrowa. Najstarsze zapisy tej nazwy to Dubroua Mokra i Dabrowa Mokra i pochodzą one z lat 80. XIII w. Nazwa Dąbrowa oznaczała miejsce mokre porośnięte lasem, jak również las dębowy.
Mieszkańcy nazwę wsi tłumaczą legendą mówiącą, że istniała kiedyś miejscowość o nazwie Dąbrówka. Pewnego roku wieś nawiedziły duże opady deszczu, co było przyczyną zapadania się położonej na wyżynie wsi. Ludzie opuścili Dąbrówkę i znaleźli nowe miejsce zamieszkania. Nowy teren był mokry, więc nowo powstałą wieś nazwano "Mokrą Wsią".

## Historia
Wieś wzmiankowana w dokumentach z 1280 i 1283, jako Mokra Dąbrowa. Nazwa ta istniała do XVIII w. Wieś duchowna Mokra Dąbrowa, własność klasztoru klarysek w Starym Sączu, położona była w drugiej połowie XVI wieku w powiecie sądeckim województwa krakowskiego.
Pierwszym sołtysem wsi był Goly, który wieś otrzymał od księżnej Kingi, wraz z przywilejem dziedziczenia przez jego synów funkcji sołtysa. Drugim sołtysem był jego syn Sieciech, który sprzedał sołtystwo Szymankowi, ale bez przywileju.
Od 1955 funkcjonuje w Mokrej Wsi jednostka OSP.
W latach 1975–1998 miejscowość administracyjnie należała do województwa nowosądeckiego.
Wierni Kościoła rzymskokatolickiego należą do parafii w Podegrodziu.

## Zabytki
- Kaplica św. Jana Nepomucena – kaplica murowana, otynkowana, kryta blachą, zamknięta półkoliście. Dach dwuspadowy z kwadratową wieżyczką na sygnaturkę. Wewnątrz ołtarzyk, a w centralnym jego polu figura św. Jana Nepomucena.
- Kaplica Matki Boskiej Anielskiej – kaplica wzniesiona w 1931. Murowana, otynkowana, kryta blachą, zamknięta półkoliście. Dach dwuspadowy, z czworoboczną wieżyczką na sygnaturkę. Ponad wejściem znajduje się wnęka, w której umieszczony jest krzyż. Wewnątrz ołtarzyk barokowo-ludowy z XIX w., rzeźbiony. W polu środkowym płaskorzeźba Matki Boskiej z Dzieciątkiem, w zwieńczeniu półfigura Boga Ojca i Oko opatrzności.

## Edukacja
- Szkoła Podstawowa
- We wsi znajduje się filia Gminnego Ośrodka Kultury w Podegrodziu, prowadzi też punkt biblioteczny. Prowadzone jest kółko plastyczne oraz kółko muzyczne[9].

## OSP Mokra Wieś

### Historia
Jednostka Ochotniczej Straży Pożarnej w Mokrej Wsi powstała w 1955 z inicjatywy Wojciecha Kostrzewy, Stanisława Olszaka, Zbigniewa Olszaka, Piotra Hejmeja, Józefa Zwolińskiego, Władysława Niemca i Jana Lecha. W latach 1957–1962 wybudowano remizę. Jednak w 1985 decyzją walnego zebrania członków OSP postanowiono sprzedać budynek remizy. Nową siedzibę jednostki oddano do użytku w 1999. 22 września 2006 obchodzono jubileusz 50-lecia powstania OSP.

### Wyposażenie
Jednostka posiada na wyposażeniu: samochód Magirus-Deutz 170D11, motopompę M8/8, zestaw do udzielania pierwszej pomocy, radiotelefon, agregat prądotwórczy oraz podstawowy sprzęt ratowniczy i gaśniczy.